# Pogoniulus leucomystax
El barbudito bigotudo (Pogoniulus leucomystax) es una especie de ave piciforme en la familia Lybiidae que vive en África Oriental.
Se la encuentra en Kenia, Malaui, Tanzania, Uganda, y Zambia.